# Schwimmeuropameisterschaften 2010/Ergebnisse Schwimmen Männer
Dieser Artikel beschäftigt sich mit den Ergebnissen der Schwimmeuropameisterschaften 2010 in Budapest.

## Schwimmen Männer

### Freistil

#### 50 m Freistil
Finale am 15. August
| Platz | Land                   | Athlet             | Zeit  |
| ----- | ---------------------- | ------------------ | ----- |
| 1     | Frankreich             | Frédérick Bousquet | 21,49 |
| 2     | Schweden               | Stefan Nystrand    | 21,69 |
| 3     | Frankreich             | Fabien Gilot       | 21,76 |
| 4     | Russland               | Andrei Gretschin   | 22,09 |
| 5     | Italien                | Luca Dotto         | 22,14 |
| 6     | Deutschland            | Steffen Deibler    | 22,24 |
| 7     | Italien                | Marco Orsi         | 22,26 |
| 8     | Vereinigtes Königreich | Simon Burnett      | 22,38 |

- Martin Spitzer belegte in 22,86 s Platz 24 in den Vorläufen.

#### 100 m Freistil
Finale am 13. August
| Platz | Land        | Athlet                | Zeit  |
| ----- | ----------- | --------------------- | ----- |
| 1     | Frankreich  | Alain Bernard         | 48,49 |
| 2     | Russland    | Jewgeni Lagunow       | 48,52 |
| 3     | Frankreich  | William Meynard       | 48,56 |
| 4     | Italien     | Filippo Magnini       | 48,67 |
| 5     | Russland    | Andrei Gretschin      | 48,69 |
| 6     | Niederlande | Sebastiaan Verschuren | 48,82 |
|       | Schweden    | Stefan Nystrand       | 48,82 |
| 8     | Italien     | Luca Dotto            | 49,05 |

- Markus Deibler belegte in 49,31 s Platz 11 im Halbfinale.
- Martin Spitzer belegte in 50,77 s Platz 38 in den Vorläufen.

#### 200 m Freistil
Finale am 11. August
| Platz | Land                   | Athlet                | Zeit    |
| ----- | ---------------------- | --------------------- | ------- |
| 1     | Deutschland            | Paul Biedermann       | 1:46,06 |
| 2     | Russland               | Nikita Lobinzew       | 1:46,51 |
| 3     | Niederlande            | Sebastiaan Verschuren | 1:46,91 |
| 4     | Russland               | Danila Isotow         | 1:47,14 |
| 5     | Schweiz                | Dominik Meichtry      | 1:48,05 |
| 6     | Vereinigtes Königreich | Robbie Renwick        | 1:47,60 |
| 7     | Italien                | Gianluca Maglia       | 1:47,96 |
| 8     | Belgien                | Glenn Surgeloose      | 1:48,29 |

#### 400 m Freistil
Finale am 9. August
| Platz | Land                   | Athlet             | Zeit    |
| ----- | ---------------------- | ------------------ | ------- |
| 1     | Frankreich             | Yannick Agnel      | 3:46,17 |
| 2     | Deutschland            | Paul Biedermann    | 3:46,30 |
| 3     | Ungarn                 | Gergő Kis          | 3:48,14 |
| 4     | Russland               | Nikita Lobinzew    | 3:48,46 |
| 5     | Frankreich             | Sébastien Rouault  | 3:48,84 |
| 6     | Vereinigtes Königreich | Robbie Renwick     | 3:49,13 |
| 7     | Deutschland            | Clemens Rapp       | 3:49,27 |
| 8     | Italien                | Cesare Sciocchetti | 3:51,54 |

- David Brandl belegte in 3:52,93 min Platz 12.
- Florian Janistyn belegte in 3:53,73 min Platz 15.
- Dominik Meichtry belegte in 3:57,99 min Platz 25.
- Dominik Koll belegte in 4:01,44 min Platz 28.

#### 800 m Freistil
Finale am 13. August
| Platz | Land        | Athlet               | Zeit         |
| ----- | ----------- | -------------------- | ------------ |
| 1     | Frankreich  | Sébastien Rouault    | 7:48,28 (CR) |
| 2     | Deutschland | Christian Kubusch    | 7:49,12      |
| 3     | Italien     | Samuel Pizzetti      | 7:49,94      |
| 4     | Ungarn      | Gergő Kis            | 7:51,93      |
| 5     | Färöer      | Pál Joensen          | 7:53,11      |
| 6     | Italien     | Federico Colbertaldo | 7:54,84      |
| 7     | Dänemark    | Mads Glæsner         | 7:55,80      |
| 8     | Ungarn      | Gergely Gyurta       | 7:59,95      |

#### 1500 m Freistil
Finale am 11. August
| Platz | Land       | Athlet               | Zeit     |
| ----- | ---------- | -------------------- | -------- |
| 1     | Frankreich | Sébastien Rouault    | 14:55,17 |
| 2     | Färöer     | Pál Joensen          | 14:56,90 |
| 3     | Italien    | Samuel Pizzetti      | 14:59,76 |
| 4     | Italien    | Federico Colbertaldo | 15:06,92 |
| 5     | Polen      | Mateusz Sawrymowicz  | 15:12,28 |
| 6     | Frankreich | Anthony Pannier      | 15:16,02 |
| 7     | Ungarn     | Gergely Gyurta       | 15:19,27 |
| 8     | Polen      | Przemysław Stańczyk  | 15:24,26 |

### Schmetterling

#### 50 m Schmetterling
Finale am 10. August
| Platz | Land        | Athlet               | Zeit  |
| ----- | ----------- | -------------------- | ----- |
| 1     | Spanien     | Rafael Muñoz Pérez   | 23,17 |
| 2     | Frankreich  | Frédérick Bousquet   | 23,41 |
| 3     | Russland    | Jewgeni Korotyschkin | 23,43 |
| 4     | Deutschland | Steffen Deibler      | 23,63 |
| 5     | Kroatien    | Mario Todorović      | 23,68 |
| 6     | Niederlande | Joeri Verlinden      | 23,77 |
| 7     | Dänemark    | Jakob Andkjær        | 23,78 |
| 8     | Serbien     | Ivan Lenđer          | 23,94 |

- Martin Spitzer belegte in 24,00 s Platz 10 im Halbfinale.

#### 100 m Schmetterling
Finale am 14. August
| Platz | Land                   | Athlet               | Zeit       |
| ----- | ---------------------- | -------------------- | ---------- |
| 1     | Russland               | Jewgeni Korotyschkin | 51,73 (CR) |
| 2     | Niederlande            | Joeri Verlinden      | 51,82      |
| 3     | Polen                  | Konrad Czerniak      | 52,16      |
| 4     | Schweden               | Lars Frölander       | 52,24      |
| 5     | Russland               | Nikolai Skworzow     | 52,25      |
| 6     | Polen                  | Paweł Korzeniowski   | 52,38      |
| 7     | Slowenien              | Peter Mankoč         | 52,39      |
| 8     | Vereinigtes Königreich | Antony James         | 52,67      |

#### 200 m Schmetterling
Finale am 12. August
| Platz | Land         | Athlet               | Zeit    |
| ----- | ------------ | -------------------- | ------- |
| 1     | Polen        | Paweł Korzeniowski   | 1:55,00 |
| 2     | Russland     | Nikolai Skworzow     | 1:56,13 |
| 3     | Griechenland | Ioannis Drymonakos   | 1:57,10 |
| 4     | Österreich   | Dinko Jukić          | 1:57,71 |
| 5     | Polen        | Marcin Cieślak       | 1:57,93 |
| 6     | Russland     | Maxim Ganichin       | 1:58,38 |
| 7     | Italien      | Nicolo Beni          | 1:58,67 |
| 8     | Griechenland | Stefanos Dimitriadis | 1:59,70 |

### Rücken

#### 50 m Rücken
Finale am 12. August
| Platz | Land                   | Athlet                    | Zeit  |
| ----- | ---------------------- | ------------------------- | ----- |
| 1     | Frankreich             | Camille Lacourt           | 24,07 |
| 2     | Vereinigtes Königreich | Liam Tancock              | 24,70 |
| 3     | Israel                 | Guy Barnea                | 25,04 |
| 4     | Italien                | Stefano Mauro Pizzamiglio | 25,13 |
| 5     | Frankreich             | Jérémy Stravius           | 25,32 |
| 6     | Slowakei               | Ľuboš Križko              | 25,39 |
| 7     | Russland               | Witali Borissow           | 25,49 |
| 8     | Niederlande            | Nick Driebergen           | 25,52 |

- Flori Lang belegte in 25,53 s Platz 16 im Halbfinale.
- Marcus Rogan belegte in 26,20 s Platz 23 in den Vorläufen.
- Jean-François Schneiders belegte in 26,80 s Platz 29 in den Vorläufen.

#### 100 m Rücken
Finale am 10. August
| Platz | Land                   | Athlet                  | Zeit       |
| ----- | ---------------------- | ----------------------- | ---------- |
| 1     | Frankreich             | Camille Lacourt         | 52,11 (ER) |
| 2     | Frankreich             | Jérémy Stravius         | 53,44      |
| 3     | Vereinigtes Königreich | Liam Tancock            | 53,86      |
| 4     | Russland               | Stanislaw Donez         | 54,10      |
| 5     | Griechenland           | Aristeidis Grigoriadis  | 54,27      |
| 6     | Russland               | Witali Borissow         | 54,34      |
| 7     | Spanien                | Aschwin Wildeboer Faber | 54,38      |
| 8     | Niederlande            | Nick Driebergen         | 54,40      |

- Markus Rogan belegte in 54,51 s Platz 8 im Halbfinale. Er verzichtete auf einen Start im Finale, da er keine Medaillenchancen sah und sein Start im Halbfinale über 200 m Lagen 30 Minuten später erfolgen sollte.[12] Für ihn rückte der Brite Liam Tancock ins Finale, der die Bronzemedaille gewann.
- Sebastian Stoss belegte in 56,69 s Platz 25 in den Vorläufen.
- Jean-François Schneiders belegte in 57,79 s Platz 33 in den Vorläufen.

#### 200 m Rücken
Finale am 14. August
| Platz | Land        | Athlet              | Zeit    |
| ----- | ----------- | ------------------- | ------- |
| 1     | Russland    | Stanislaw Donez     | 1:57,18 |
| 2     | Österreich  | Markus Rogan        | 1:57,31 |
| 3     | Frankreich  | Benjamin Stasiulis  | 1:57,37 |
| 4     | Polen       | Radosław Kawęcki    | 1:57,45 |
| 5     | Italien     | Sebastiano Ranfagni | 1:58,40 |
| 6     | Niederlande | Nick Driebergen     | 1:58,59 |
| 7     | Deutschland | Yannick Lebherz     | 1:58,87 |
| 8     | Frankreich  | Eric Ress           | 2:00,05 |

### Brust

#### 50 m Brust
Finale am 14. August
| Platz | Land        | Athlet               | Zeit  |
| ----- | ----------- | -------------------- | ----- |
| 1     | Italien     | Fabio Scozzoli       | 27,38 |
| 2     | Rumänien    | Dragoș Agache        | 27,47 |
| 3     | Niederlande | Lennart Stekelenburg | 27,51 |
| 4     | Norwegen    | Alexander Dale Oen   | 27,55 |
| 5     | Niederlande | Robin van Aggele     | 27,66 |
| 6     | Slowenien   | Emil Tahirovič       | 27,76 |
| 7     | Slowenien   | Damir Dugonjič       | 27,80 |
| 8     | Irland      | Barry Murphy         | 27,99 |

- Hendrik Feldwehr belegte in 27,94 s Platz 12 im Halbfinale.
- Hunor Mate belegte in 28,48 s Platz 28 in den Vorläufen.
- Laurent Carnol belegte in 29,18 s Platz 41 in den Vorläufen.

#### 100 m Brust
Finale am 10. August
| Platz | Land        | Athlet               | Zeit       |
| ----- | ----------- | -------------------- | ---------- |
| 1     | Norwegen    | Alexander Dale Oen   | 59,20 (CR) |
| 2     | Frankreich  | Hugues Duboscq       | 1:00,15    |
| 3     | Italien     | Fabio Scozzoli       | 1:00,41    |
| 4     | Ungarn      | Dániel Gyurta        | 1:00,64    |
| 5     | Litauen     | Giedrius Titenis     | 1:00,87    |
| 6     | Niederlande | Lennart Stekelenburg | 1:01,01    |
| 7     | Deutschland | Hendrik Feldwehr     | 1:01,28    |
| 8     | Ukraine     | Ihor Boryssyk        | 1:01,31    |

- Laurent Carnol belegte in 1:01,58 min Platz 13 im Halbfinale.
- Mate Hunor belegte in 1:01,65 min Platz 14 im Halbfinale.
- Marco Koch belegte in 1:01,95 min Platz 28 in den Vorläufen.

#### 200 m Brust
Finale am 12. August
| Platz | Land        | Athlet             | Zeit         |
| ----- | ----------- | ------------------ | ------------ |
| 1     | Ungarn      | Dániel Gyurta      | 2:08,95 (CR) |
| 2     | Norwegen    | Alexander Dale Oen | 2:09,68      |
| 3     | Frankreich  | Hugues Duboscq     | 2:11,03      |
| 4     | Russland    | Grigori Falko      | 2:11,70      |
| 5     | Luxemburg   | Laurent Carnol     | 2:11,93      |
| 6     | Italien     | Edoardo Giorgetti  | 2:11,99      |
| 7     | Deutschland | Marco Koch         | 2:12,14      |
| 8     | Ungarn      | Ákos Molnár        | 2:12,76      |

### Lagen

#### 200 m Lagen
Finale am 11. August
| Platz | Land                   | Athlet            | Zeit         |
| ----- | ---------------------- | ----------------- | ------------ |
| 1     | Ungarn                 | László Cseh       | 1:57,73 (CR) |
| 2     | Österreich             | Markus Rogan      | 1:58,03      |
| 3     | Vereinigtes Königreich | Joe Roebuck       | 1:59,46      |
| 4     | Israel                 | Gal Nevo          | 1:59,83      |
| 5     | Schweden               | Simon Sjödin      | 2:00,11      |
| 6     | Ungarn                 | Dávid Verrasztó   | 2:00,72      |
| 7     | Polen                  | Marcin Tarczyński | 2:00,81      |
| 8     | Deutschland            | Markus Deibler    | 2:00,86      |

#### 400 m Lagen
Finale am 15. August
| Platz | Land         | Athlet             | Zeit    |
| ----- | ------------ | ------------------ | ------- |
| 1     | Ungarn       | László Cseh        | 4:10,95 |
| 2     | Ungarn       | Dávid Verrasztó    | 4:12,96 |
| 3     | Israel       | Gal Nevo           | 4:15,10 |
| 4     | Italien      | Luca Marin         | 4:15,47 |
| 5     | Deutschland  | Yannick Lebherz    | 4:15,72 |
| 6     | Russland     | Alexander Tichonow | 4:17,36 |
| 7     | Spanien      | Carlos Vives Gomis | 4:18,27 |
| 8     | Griechenland | Ioannis Drymonakos | 4:18,35 |

### Staffel

#### Staffel 4 × 100 m Freistil
Finale am 9. August
| Platz | Land                   | Athleten                                                                     | Zeit         |
| ----- | ---------------------- | ---------------------------------------------------------------------------- | ------------ |
| 1     | Russland               | - Jewgeni Lagunow - Andrei Gretschin - Nikita Lobinzew - Danila Isotow       | 3:12,46 (CR) |
| 2     | Frankreich             | - Fabien Gilot - Yannick Agnel - William Meynard - Alain Bernard             | 3:13,29      |
| 3     | Schweden               | - Stefan Nystrand - Lars Frölander - Robin Andreasson - Jonas Persson        | 3:15,07      |
| 4     | Italien                | - Filippo Magnini - Marco Orsi - Christian Galenda - Luca Leonardi           | 3:15,18      |
| 5     | Deutschland            | - Steffen Deibler - Markus Deibler - Stefan Herbst - Paul Biedermann         | 3:15,97      |
| 6     | Ungarn                 | - Dominik Kozma - Krisztián Takács - László Cseh - Balázs Makány             | 3:18,01      |
| 7     | Belgien                | - Jasper Aerents - Glenn Surgeloose - François Heersbrandt - Yoris Grandjean | 3:18,12      |
| 8     | Vereinigtes Königreich | - Simon Burnett - Liam Tancock - Grant Turner - Ross Davenport               | 3:18,31      |

#### Staffel 4 × 200 m Freistil
Finale am 14. August
| Platz | Land                   | Athleten                                                                     | Zeit         |
| ----- | ---------------------- | ---------------------------------------------------------------------------- | ------------ |
| 1     | Russland               | - Nikita Lobinzew - Danila Isotow - Sergei Perunin - Alexander Suchorukow    | 7:06,71 (CR) |
| 2     | Deutschland            | - Paul Biedermann - Tim Wallburger - Robin Backhaus - Clemens Rapp           | 7:08,13      |
| 3     | Frankreich             | - Yannick Agnel - Clément Lefert - Antton Harambouré - Jérémy Stravius       | 7:09,70      |
| 4     | Vereinigtes Königreich | - Robbie Renwick - Ross Davenport - David Carry - Robert Bale                | 7:11,00      |
| 5     | Italien                | - Gianluca Maglia - Marco Belotti - Damiano Lestingi - Filippo Magnini       | 7:14,50      |
| 6     | Niederlande            | - Joost Reijns - Sebastiaan Verschuren - Bas van Velthoven - Stefan De Die   | 7:16,87      |
| 7     | Belgien                | - Dieter Dekoninck - Glenn Surgeloose - Axel Vandevelde - Pholien Systermans | 7:19,96      |
| 8     | Polen                  | - Paweł Korzeniowski - Przemysław Stańczyk - Łukasz Gąsior - Paweł Rurak     | 7:22,71      |

#### Staffel 4 × 100 m Lagen
Finale am 15. August
| Platz | Land                   | Athleten                                                                           | Zeit            |
| ----- | ---------------------- | ---------------------------------------------------------------------------------- | --------------- |
| 1     | Frankreich             | - Camille Lacourt - Hugues Duboscq - Frédérick Bousquet - Fabien Gilot             | 3:31,32 (CR)    |
| 2     | Russland               | - Stanislaw Donez - Roman Sludnow - Jewgeni Korotyschkin - Jewgeni Lagunow         | 3:33,29         |
| 3     | Niederlande            | - Nick Driebergen - Lennart Stekelenburg - Joeri Verlinden - Sebastiaan Verschuren | 3:33,99         |
| 4     | Vereinigtes Königreich | - Liam Tancock - Kristopher Gilchrist - Antony James - Simon Burnett               | 3:35,74         |
| 5     | Italien                | - Mirco Di Tora - Fabio Scozzoli - Stefano Mauro Pizzamiglio - Filippo Magnini     | 3:36,61         |
| 4     | Polen                  | - Radosław Kawęcki - Sławomir Wolniak - Paweł Korzeniowski - Konrad Czerniak       | 3:38,57         |
| 7     | Ungarn                 | - Ádám Szilágyi - Dániel Gyurta - Péter Hős - Dominik Kozma                        | 3:38,73         |
| –     | Deutschland            | - Stefan Herbst - Hendrik Feldwehr - Steffen Deibler - Markus Deibler              | Disqualifiziert |

- Die deutsche Mannschaft wurde wegen eines Wechselfehlers disqualifiziert.

### Langdistanz

#### 5 Kilometer Jagdrennen
Finale am 5. August, 10:00 Uhr
| Platz | Land         | Athlet               | Zeit    |
| ----- | ------------ | -------------------- | ------- |
| 1     | Italien      | Luca Ferretti        | 58:43,4 |
| 2     | Italien      | Simone Ercoli        | 59:00,5 |
| 3     | Italien      | Simone Ruffini       | 59:15,9 |
| 3     | Griechenland | Spyridon Gianniotis  | 59:15,9 |
| 5     | Deutschland  | Thomas Lurz          | 59:20,3 |
| 6     | Deutschland  | Jan Wolfgarten       | 59:23,5 |
| 7     | Deutschland  | Christian Reichert   | 59:42,8 |
| 8     | Russland     | Daniil Serebrennikow | 59:58,6 |

- Der Grieche Spyridon Gianniotis war zunächst als Vierter mit 0,3 Sekunden Rückstand auf Ruffini ins Ziel gekommen, nach einem Jury-Entscheid wurde ihm aber ebenfalls die Bronzemedaille zugesprochen[23].
- Nachdem die Anzüge des Deutschen Schwimmverbands zwei Wochen vor den Europameisterschaften vom Weltverband FINA verboten wurden, schwamm Thomas Lurz im Gegensatz zu den Italienern in langer Badehose.[24]
- Matthias Schweinzer belegte in 1:01:36,6 h Platz 17.
- Jovan Mitrovic belegte in 1:04:07,7 h Platz 26.

#### 10 Kilometer Massenstart
Finale am 4. August, 10:00 Uhr
| Platz | Land         | Athlet                | Zeit      |
| ----- | ------------ | --------------------- | --------- |
| 1     | Deutschland  | Thomas Lurz           | 1:54:22,5 |
| 2     | Italien      | Valerio Cleri         | 1:54:24,8 |
| 3     | Russland     | Jewgeni Dratzew       | 1:54:26,6 |
| 4     | Deutschland  | Christian Reichert    | 1:54:31,0 |
| 5     | Spanien      | José Francisco Hervás | 1:54:33,0 |
| 6     | Italien      | Nicola Bolzonello     | 1:54:33,1 |
| 7     | Griechenland | Spyridon Gianniotis   | 1:54:33,7 |
| 8     | Ukraine      | Ihor Snitko           | 1:54:34,1 |

- Andreas Waschburger belegte in 1:55:14,2 h Platz 17.
- Stefan Sigrist belegte in 2:01:12,5 h Platz 33.

#### 25 Kilometer Massenstart
Finale am 7. August, 10:00 Uhr
| Platz | Land          | Athlet             | Zeit      |
| ----- | ------------- | ------------------ | --------- |
| 1     | Italien       | Valerio Cleri      | 5:16:38,3 |
| 2     | Frankreich    | Bertrand Venturi   | 5:16:54,7 |
| 3     | Frankreich    | Joanes Hedel       | 5:18:57,6 |
| 4     | Italien       | Edoardo Stochino   | 5:19:39,3 |
| 5     | Tschechien    | Rostislav Vítek    | 5:19:41,6 |
| 6     | Ukraine       | Ihor Tscherwynskyj | 5:19:50,7 |
| 7     | Italien       | Andrea Bondanini   | 5:19:55,0 |
| 8     | Aserbaidschan | Serhij Fessenko    | 5:19:56,4 |

- Alexander Studzinski belegte in 5:28:11,6 h Platz 14.
- Andreas Waschburger belegte in 5:32:30,2,6 h Platz 16.